# Richard Salinas
Richard Salinas (Itauguá, Departamento Central, Paraguay, 6 de febrero de 1988) es un futbolista paraguayo. Juega como defensa central.

## Trayectoria
Salinas, es un futbolista oriundo de Pirayú, ciudad paraguaya. Es hijo de Sebastiana Benítez y Wilfrido Salinas. Richard creció en una familia bastante humilde, por lo que ayudaba a su padre en una zapatería, así como debía admirar la habilidad de su madre con la confección del ñandutí. Sus primeros pasos para el fútbol fueron la Escuela de Fútbol de Tembetary y el Club Campo Vía de Pirayú. Se inició su carrera futbolística en 12 de Octubre, jugando todas las inferiores. En 2007 luego de sus buenas actuaciones, ficha por 3 de Febrero, en el cual estuvo 1 año.
Luego viajó a Brasil y se ofreció a un club y fichó por Sport do Recife en 2008. Desafortunadamente, no tuvo muchas oportunidades para jugar debido a problemas de pase, aun así conquistó la Copa Brasil 2008 con Sport do Recife. Luego, juega por el Caxias hasta 2010.
Luego de sus pasos en Brasil retorna a Paraguay para fichar por Independiente C.G.

### Olimpia
A mediados del 2012, luego de unas negociaciones extensas, se confirma el préstamo por 1 año para jugar por el Club Olimpia, siendo uno de los refuerzos para el Torneo Clausura.
Debutó en el equipo franjeado en el partido, Olimpia - Rubio Ñu, que terminó a favor del cuadro decano por 0 - 3. También jugó por primera vez un torneo internacional, fue en la Copa Sudamericana, donde Olimpia, cayó por un sorpresivo 0 - 1 de local. No fue tenido en cuenta por un buen tiempo, hasta que sorpresivamente para mediados de 2013, aparece en el equipo titular que jugaría contra Fluminense por los cuartos de final de la Copa Libertadores, reemplazando a Sebastián Ariosa que tuvo complicaciones cardiacas. En le 2013 y 2014 fue muy ocupado en distintas posiciones defensivas, desde lateral por ambos lados, líbero y central. Hasta que en octubre durante el Clausura 2014, Sufrió una lesión que lo dejó 6 meses fuera de las canchas.  Retornó a las canchas en abril de 2015, disputando solo 6 partidos entre Primera y Reserva volviendo a lesionarse en mayo quedando fuera hasta diciembre.  Durante la temporada 2016 no fue tenido en cuenta por los entrenadores de la Primera jugando solo en la Reserva del Olimpia.
Finalizado su contrato el 31 de mayo de 2016, se anunció que no le sería renovado por lo que quedó libre. Poco después se confirmó su vínculo con Nacional para el segundo semestre del 2016 y disputar el torneo Clausura.

### Sport Huancayo
A inicios del 2018 firma por Sport Huancayo para afrontar la Copa Sudamericana 2018 y el Campeonato Descentralizado 2018, perdiendo la final del Torneo de Verano 2018. En la Copa Sudamericana, venció en primera ronda a Unión Española de Santiago. Además le anotó un gol a Caracas FC.

## Selección nacional
Participó de la Selección Nacional juvenil, en las categorías Sub-16, Sub-17 y Sub-20. En la categoría Sub-16, se proclamó campeón del Campeonato Sudamericano del año 2004. Jugó el partido final como defensor central, junto a su compañero Nery Bareiro, el cual la Albirroja, venció en la tanda de penales a Colombia por 5 - 3. También participó de la selección nacional mayor. Estuvo presente durante el partido amistoso de Paraguay - Guatemala, en donde el cuadro guaraní venció por 2 - 1

## Clubes
| Club               | País     | Año       |
| ------------------ | -------- | --------- |
| 12 de Octubre      | Paraguay | 2005-2007 |
| 3 de Febrero       | Paraguay | 2007-2008 |
| Sport do Recife    | Brasil   | 2008      |
| Volta Redonda      | Brasil   | 2008      |
| Caxias             | Brasil   | 2009      |
| Independiente C.G. | Paraguay | 2010-2013 |
| Olimpia (Cedido)   | Paraguay | 2012-2013 |
| Olimpia            | Paraguay | 2013-2016 |
| Nacional           | Paraguay | 2016-2017 |
| Sport Huancayo     | Perú     | 2018-2019 |
| River Plate        | Paraguay | 2020      |
| Sportivo Iteño     | Paraguay | 2021      |
| 3 de Febrero       | Paraguay | 2022      |
| CD Carapeguá       | Paraguay | 2022      |

## Palmarés
| Título          | Club    | País     | Año  |
| --------------- | ------- | -------- | ---- |
| Torneo Clausura | Olimpia | Paraguay | 2015 |